# 郡上夢うた
「郡上夢うた」（ぐじょうゆめうた）は、日本の演歌歌手川中美幸のシングルである。2009年9月2日発売。発売元はテイチクエンタテインメント。

## 収録曲
1. 郡上夢うた(4:30)
作詞：吉岡治、作曲：弦哲也、編曲：前田俊明
2. 郡上夢うた（オリジナル・カラオケ）(4:30)
3. 郡上夢うた（メロ入りカラオケ）(4:30)
4. 魔風恋風(5:02)
作詞：吉岡治、作曲：弦哲也、編曲：竜崎孝路
5. 魔風恋風（オリジナル・カラオケ）(4:59)